# Dżibuti na Letnich Igrzyskach Olimpijskich 1996
Dżibuti na Letnich Igrzyskach Olimpijskich 1996 reprezentowało 5 zawodników, tylko mężczyźni.

## Skład kadry

### Lekkoatletyka
- Ali Ibrahim
  - bieg na 1500 m - odpadł w eliminacjach

- Ahmed Salah
  - maraton - 42. miejsce

- Omar Moussa
  - maraton - nie ukończył

### Żeglarstwo
- Robleh Ali Adou
  - Windsurfer - 46. miejsce

- Mohamed Youssef
  - Mistral - 55. miejsce